# Stoned Raiders
Albums de Cypress Hill
Live at the Fillmore
(2000) Stash
(2002)
Singles
1. Trouble
Sortie : 2001
2. Lowrider
Sortie : 2002

Stoned Raiders est le sixième album studio de Cypress Hill, sorti le 4 décembre 2001.
L'album s'est classé 26e au Top R&B/Hip-Hop Albums et 64e au Billboard 200.
Stoned Raiders est l'opus du groupe le plus tourné vers le rock, et particulièrement vers le heavy metal comme le prouve le titre Trouble (avec la participation du bassiste du groupe Fear Factory, Christian Olde Wolbers). Mais cet album s'attache toujours à sa culture hip-hop grâce, notamment à des titres comme Red, Meth & B et Lowrider.
En raison de ce changement radical de style, les ventes furent décevantes.

## Liste des titres
| No  | Titre                                                     | Contient un (des) sample(s) de | Durée |
| --- | --------------------------------------------------------- | --- | ----- |
| 1.  | Intro                                                     | Change the Beat (Female Version) de Beside | 1:03  |
| 2.  | Trouble                                                   | Sound of Da Police de KRS-One Insane in the Brain de Cypress Hill                                                                                               | 5:00  |
| 3.  | Kronologik (featuring Kurupt)                             | (Rap) Superstar de Cypress Hill Illusions de Cypress Hill | 4:45  |
| 4.  | Southland Killers (featuring MC Ren et King Tee)          | | 3:25  |
| 5.  | Bitter                                                    | | 4:20  |
| 6.  | Amplified                                                 | Funky Soul Makossa de Nairobi featuring The Awesome Foursome Terminator X Speaks With His Hands de Public Enemy Nuthin' de Doug E. Fresh and The Get Fresh Crew | 3:54  |
| 7.  | It Ain't Easy                                             | | 4:13  |
| 8.  | Memories                                                  | | 4:09  |
| 9.  | Psychodelic Vision                                        | | 4:27  |
| 10. | Red, Meth & B (featuring Redman et Method Man)            | | 3:45  |
| 11. | Lowrider                                                  | | 6:41  |
| 12. | Catastrophe                                               | | 3:25  |
| 13. | L.I.F.E. (featuring Kokane)                               | | 4:43  |
| 14. | Here Is Something You Can't Understand (featuring Kurupt) | | 4:30  |

| 15. | Weed Man | 3:14 |